# Brussilow-Nunatakker
Die Brussilow-Nunatakker (russisch Горы Брусилова Gory Brussilowa) sind eine Gruppe Nunatakker im ostantarktischen Enderbyland. Sie ragen 10 km nördlich des Mount Morrison in den Tula Mountains auf.
Geologen der von 1961 bis 1962 dauernden sowjetischen Antarktisexpedition erkundeten sie und benannten die Nunatakker nach dem russischen Polarforscher Georgi Brussilow (1884–1914).